# Appio Claudio Crasso (tribuno consolare 424 a.C.)
Appio Claudio Crasso (Roma, ... – ...; fl. V secolo a.C.) è stato un politico romano del V secolo a.C..

## Tribunato consolare
Nel 424 a.C. fu eletto Tribuno consolare con Lucio Sergio Fidenate, Spurio Nauzio Rutilo e Sesto Giulio Iullo.
Durante l'anno furono istituiti grandi giochi per festeggiare la vittoria su Veio e Fidene di due anni prima. Successivamente, per evitare che anche per l'anno successivo fossero eletti i Tribuni consolari, con uno stratagemma i senatori riuscirono ad eleggere i consoli per l'anno successivo.